# Liste de choses nommées d'après Donald Trump
Cet article dresse une liste des lieux, objets ou d'autres choses nommées d'après l'homme d'affaires et ancien président des États-Unis Donald Trump.
Beaucoup de ces choses sont associées à la Trump Organization, un conglomérat qu'il détient et qui agit dans différents domaines (développement immobilier, hôtellerie, tourisme, tours résidentielles et terrains de golfs), aux États-Unis comme à l'international.

## Immobilier

### Trump Tower

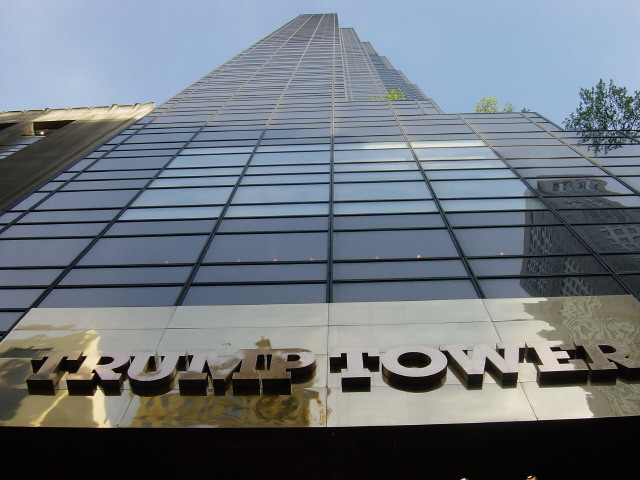
Trump Tower à New York

#### Dont la construction est achevée
- Trump Tower, New York

- Trump Towers Istanbul (en), Turquie

- Trump Towers (Sunny Isles Beach) (en), Floride

- Trump Tower (White Plains) (en), New York

- Trump Towers Pune (en), Inde

- Trump Tower Kolkata, Calcutta, Inde[1],[2],[3]

#### En construction
- Trump Tower Mumbai, Inde[4]

- Trump Tower Manila, Philippines

- Trump Tower Punta del Este (en), Uruguay

#### Annulé ou jamais achevé
- Trump Towers Rio (en), Rio de Janeiro, Brésil

- Trump Tower (Tampa) (en), Tampa, Floride

### Trump International Hotels

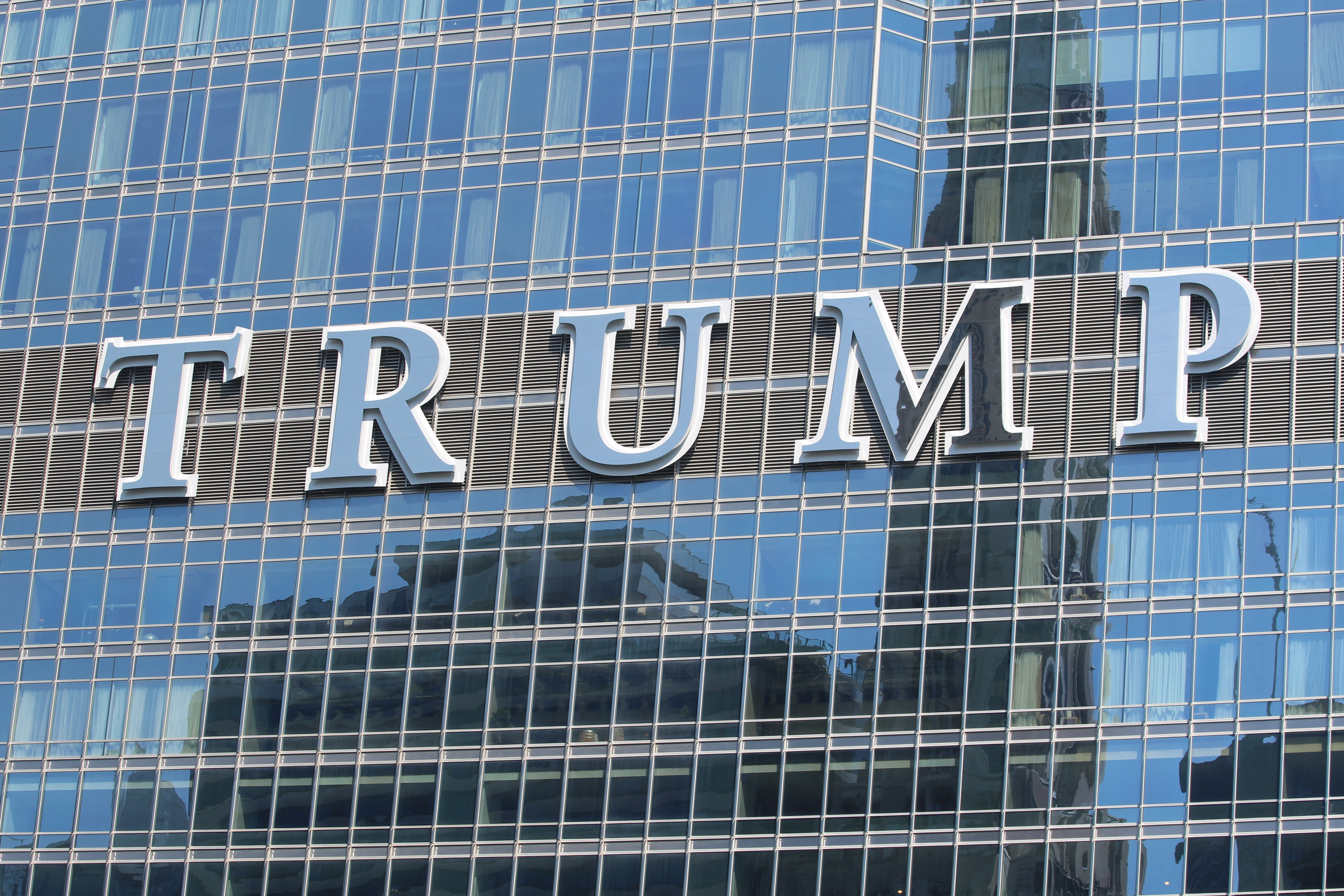
Inscription Trump sur son Hotel and Tower de Chicago

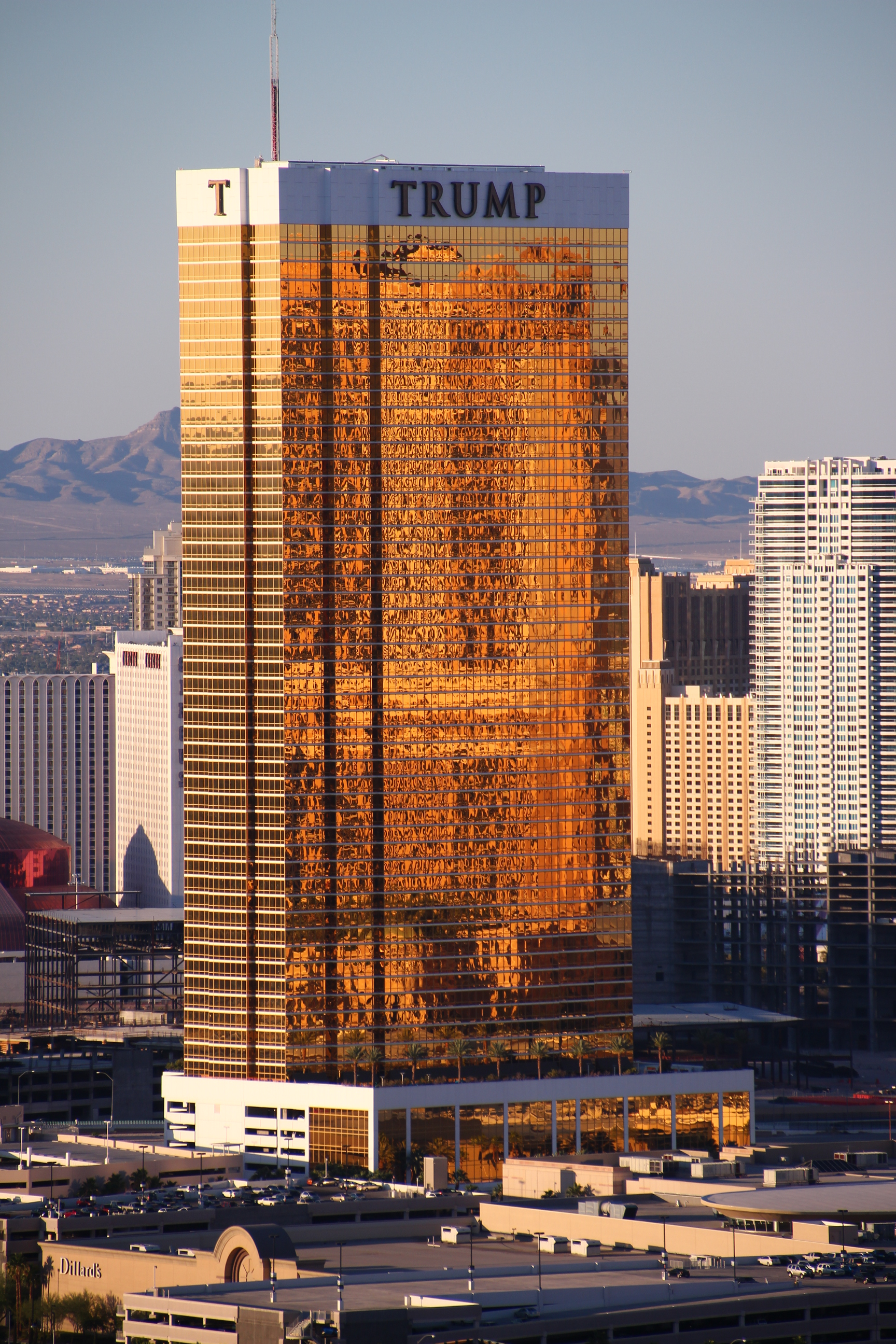
Trump International Hotel - Las Vegas

#### Dont la construction est achevée
- Trump International Hotel and Tower (Chicago)

- Trump International Hotel and Tower (Honolulu) (en)

- Trump International Hotel and Tower (New York)

- Trump International Hotel and Tower (Vancouver)

- Trump International Hotel Las Vegas

- Trump International Hotel Washington, D.C. (en), aussi connu sous le nom de Old Post Office Building

#### Annulé ou jamais achevé
- Trump International Hotel and Tower (Dubai)

- Trump International Hotel and Tower (Fort Lauderdale)

- Trump International Hotel and Tower (New Orleans)

- Trump International Hotel & Residence (Phoenix)

- Trump International Hotel and Tower (Bakou)

#### Ancien
- Trump International Hotel and Tower (Toronto) (renommée en 2017)

- Trump International Hotel & Tower (Panama) (changement de propriétaire en 2018)

### Trump Plaza

#### Dont la construction est achevée
- Trump Plaza (New York)

- Trump Plaza (New Rochelle)

- Trump Plaza (Jersey City)

- Trump Plaza (West Palm Beach)[5],[6]

### Trump Entertainment Resorts

#### Ancien
- Trump Taj Mahal, un hôtel et casino du bord de mer d'Atlantic City (fermé en 2016)

- Trump Plaza Hotel and Casino, à Atlantic City. Initialement à 50% détenu par Trump et 50% par Harrah's, puis totalement par Trump depuis 1986. Fermé depuis le 16 septembre 2014.

- Trump World's Fair sur la Trump Plaza à Atlantic City. Fermé en 1999, démoli en 2000.

- Trump's Castle à Atlantic City (renommé Trump Marina en 1997), vendu à Landry's, Inc. en 2011

- Trump 29 Casino, à Coachella en Californie, maintenant appelé Spotlight 29 Casino. Initialement à 50% détenu par Trump et 50% par Twenty-Nine Palms Band of Mission Indians of California; Trump abandonne le projet en 2006

- Trump Casino à Gary, Indiana, maintenant le Majestic Star II.

### Autres bâtiments

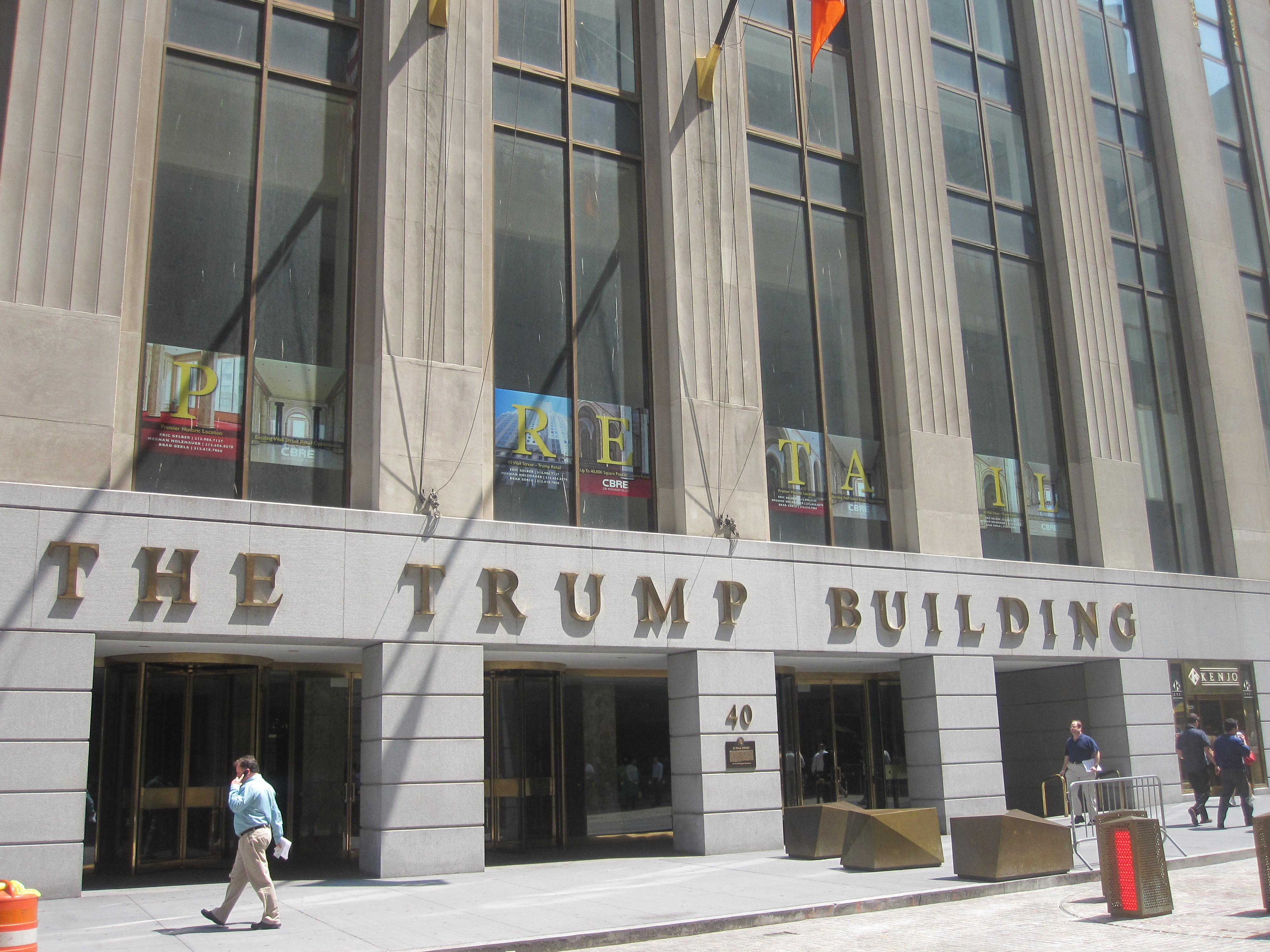
The Trump Building - New York

#### Dont la construction est achevée
- Trump Bay Street, à Jersey City dans le New Jersey

- Trump World Tower, à New York

- The Trump Building, à New York

- Trump Parc and Trump Parc East, à Manhattan

- Trump Parc Stamford à Stamford dans le Connecticut

- Trump Park Avenue à Manhattan

- Trump Park Residences à Yorktown dans le New York[7],[8]

- Trump Hollywood, à Hollywood en Floride[9]

- Daewoo Trump World, en Corée du Sud[10]
- Trump Royale à Miami en Floride

#### Ancien
- Trump SoHo, un complexe condominium à New York (le contrat de naming a pris fin en 2017)

- Riverside South (Trump Place), Manhattan (le contrat de naming a pris fin en 2016)[11]

#### Annulé ou jamais achevé
- Elite Tower, anciennement Trump Plaza Tower, et Trump Elite Tower à Ramat Gan, en Israël.
- Trump Hotel Rio de Janeiro, Brésil.
- Trump Ocean Resort Baja Mexico, au Mexique.
- Trump Tower Europe, un projet de TD Trump Deutschland à Stuttgart en Allemagne.
- Projet de condominium Trump à Charlotte en Caroline du Nord, Ètats-Unis. Annoncé en 2007, annulé l'année suivante, avant que la construction du bâtiment ne commence[12],[13],[14],[15]

## Golfs

### Aux États-Unis

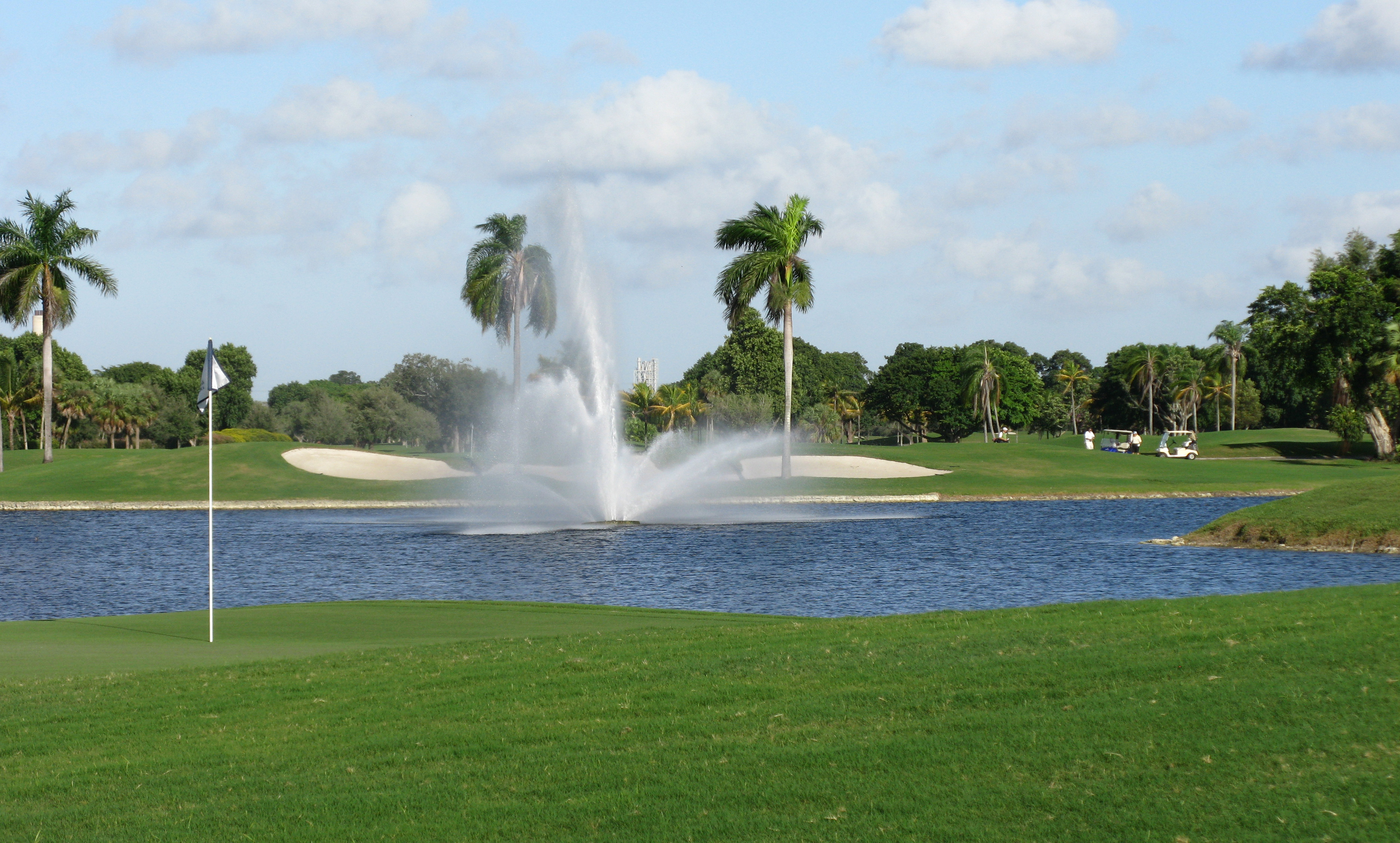
18Ème trou du Trump National Doral

- Trump International Golf Club (West Palm Beach) (en)

- Trump National Doral Miami

- Trump National Golf Club Bedminster

- Trump National Golf Club (Colts Neck, New Jersey)

- Trump National Golf Club (Jupiter, Florida)

- Trump National Golf Club (Los Angeles)

- Trump National Golf Club (Philadelphie)

- Trump National Golf Club (Washington, D.C.)

- Trump National Golf Club Westchester

- Trump National Golf Club Hudson Valley (Hopewell Junction, New York)

- Trump National Golf Club (Charlotte, North Carolina)

- Trump Golf Links (Ferry Point, New York)[16]

### Dans le reste du monde
- Trump International Golf Club (Dubai) (en)

- Trump World Golf Club (Dubai)

- Trump International Golf Links, Scotland

- Trump International Golf Links and Hotel Ireland

- Trump Turnberry (Scotland)

### Ancien
- Trump International Golf Club Puerto Rico[17]

## Dans la culture

### Livres
- In Trump We Trust, un livre politique d'Ann Coulter (2016)

- Let Trump Be Trump, un mémoire de Corey Lewandowski et David Bossie (2017)

- Raising Trump, un mémoire d'Ivana Trump (2017)

- The Conservative Case for Trump, un livre politique de Phyllis Schafly (2016)

- The Dangerous Case of Donald Trump, un livre de psychiatrie par Bandy Lee (2017)

- The Day of the Donald, un roman satirique de Andrew Shaffer (2016)

- The Making of Donald Trump, une biographie par David Cay Johnston (2016)

- Trump: Surviving at the Top, un guide d'entrepreneuriat par Donald Trump et Charles Leerhsen (1990)

- Trump: The Art of the Deal, un guide d'entrepreneuriat par Donald Trump et Tony Schwartz (1987)

- Trump: The Art of the Comeback, un guide d'entrepreneuriat par Donald Trump et Kate Bohner (1997)

- Trump 101: The Way to Success, un guide d'entrepreneuriat par Donald Trump et Meredith McIver (2006)

- Trump Revealed, une biographie par Michael Kranish et Marc Fisher (2016)

- Trumped!, une biographie par John O'Donnell (1991)

- TrumpNation, une biographie par Timothy L. O'Brien (2005)

- Understanding Trump, un livre politique de Newt Gingrich (2017)

### Films
- Michael Moore in TrumpLand, un documentaire politique de Michael Moore (2016)

- Trump: The Kremlin Candidate?, un documentaire politique produit par BBC One (2017)

- Trump Unauthorized, un biopic télévisuel de Keith Curran et John David Coles (2005)

- Trump: What's the Deal?, un documentaire de Jesse Kornbluth et Libby Handros (1991)

- Trumped: Inside the Greatest Political Upset of All Time, un documentaire politique (2017)

- You've Been Trumped, un documentaire de Richard Phinney anetd Anthony Baxter (2011)

### Jeux
- Donald Trump's Real Estate Tycoon, un jeu vidéo

- Trump: The Game, un jeu de plateau sorti en 1989 et réédité en 2004

### Magazines
- Trump Magazine, publié de 2006 à 2009[18]

- Trump Style, magazine gratuit offert dans les hôtels et casinos de la Trump Foundation de 1997 à 2002

- Trump World Magazine, publié de 2002 à 2006

### Chansons
- Donald Trump, de Mac Miller (2011)

- Donald Trump, de Young Thug (2014)

- Donald Trump, de Upchurch (2016)

- Donald Trump (Black Version), de The Time (1990)

- Donald Trump's Hair, de Kacey Jones (2009)

- "Donald Trump Walk" de Jerry James (2013)

- "Donnie Trump", de Will Hawkins (2017)

- "Fucked Up Donald", de D.O.A. (2016)

- "Trump", de Cindy Lee Berryhill (1989)

- "Trump", de Young Jeezy (2011)

- "Trump", de Oral Bee et Mr. Pimp-Lotion (2016)

- "Trump Change", de E-40 (1998)

- "Up Like Trump", de Rae Sremmurd (2015)

- "Viva Presidente Trump", de Brujeria (2016)

### Autres médias
- /r/The_Donald, un subreddit de plus de 550 000 adhérents dédié à Trump

- Trumped!, un programme radio animé par Trump

## Alimentation

### Actuellement
- Trump Winery, un vignoble de Virginie acquis par Trump en 2011

- Trump Natural Spring Water[19],[20] une entreprise de distribution d'eau potable, créée en 2004, et alimentant les propriétés de Trump[21],[22],[23],[24],[25].

### Anciennement
- Trump Footlong

- Trump Golden Ale[26] aujourd'hui renommée Chinga Tu Pelo beer[27]

- Trump Steaks

- Trump Vodka

## Personnes

### Famille
- Donald Trump Jr., son fils aîné.

- Donald Trump III, son premier petit-fils, fils de Donald Jr.[28]

### Autre
- Trump Jamil Hassan, né au Kurdistan en Irak[29].

## Espèces

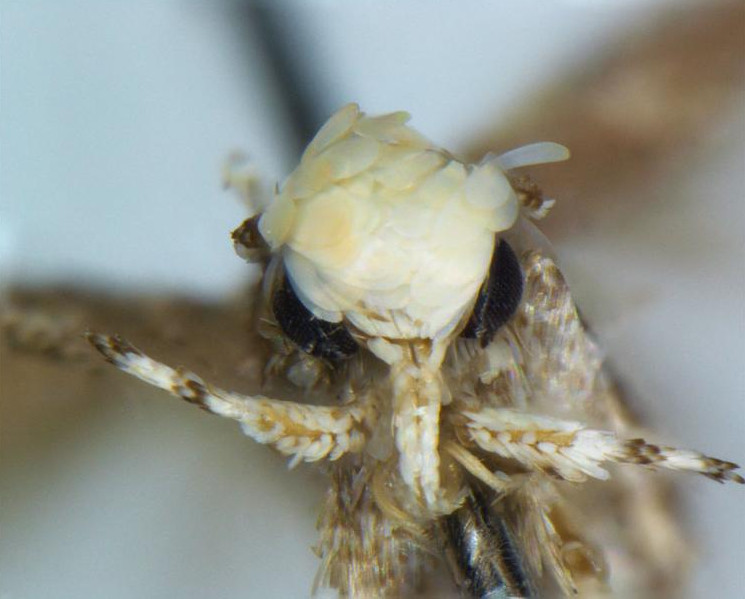
Neopalpa donaldtrumpi a été nommée ainsi en 2016 du fait de sa tache jaunâtre sur sa tête, rappelant la coupe de cheveux de Donald Trump.

- Neopalpa donaldtrumpi, une espèce de lépidoptères de la famille des Gelechiidae[30].

- Tetragramma donaldtrumpi, une espèce d'oursin[31]

- Dermophis donaldtrumpi, un petit amphibien aveugle[32].

## Rues, routes
- Trump Avenue – Central Park, Ottawa[33]

- Trump Drive – Kalispell, Montana[34]

- Donald J Trump Boulevard – Kamëz, Albanie[35]

- United States Square in honor of President Donald Trump (ou Donald Trump Square) – un square bordant la nouvelle ambassade des États-Unis à Jérusalem[36].

- kikar Donald Trump – Donald Trump Place, place de la ville de Petah Tikva en Israël

- Note : La rue « Trump Street » dans la Cité de Londres en Angleterre n'a pas de rapport avec Donald Trump ou sa famille. Elle date du milieu du XVIIIe siècle et est probablement nommée d'après une ancienne taverne, la Trumpeter Inn[37].

## Autres

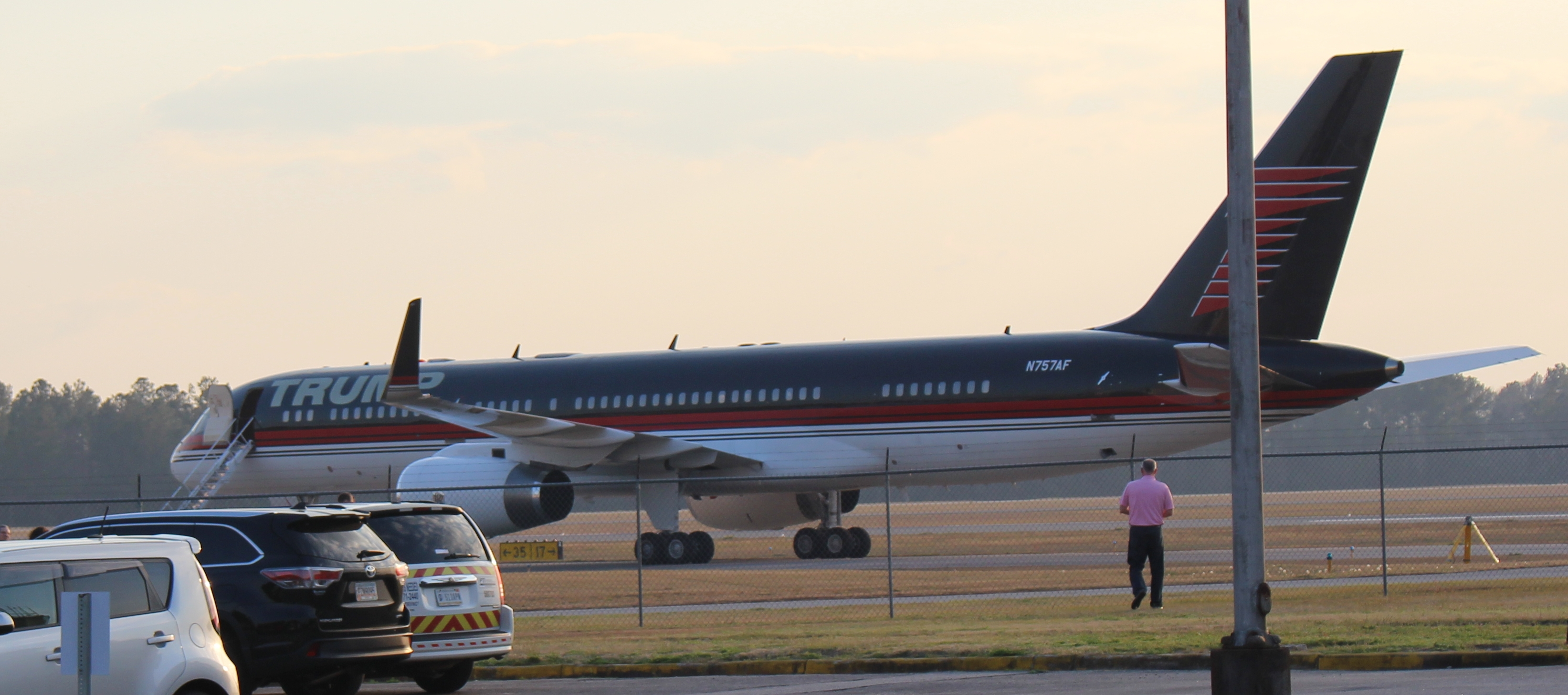
Avion personnel de Trump.

- Donald J. Trump Foundation, basée à New York, créée en 1988 et disparue en 2019 à la suite d'investigations criminelles[38].

- Donald J. Trump State Park, à New York, sur des terres données par Trump à l'État de New York

- Trump Force One – le surnom donné par les médias à un Boeing 757-200ER, avion personnel de Donald Trump[39],[40]. En décembre 2016, on lui donne le signe d'appel Tyson 1[41].

- Trump Home, une ligne de mobilier haut de gamme

- Trump Institute, une entreprise non détenue par Trump[42]

- Trump Office, une ligne de chaises de bureau lancée en 2007[43],[44],[45]

- Trump Productions, une entreprise de production de TV

- Trump Realty, une entreprise de courtage

- Trumpy Bear[46]

## Anciennement
- Donald J. Trump Signature Collection, une ligne de vêtements pour homme sortie chez Macy's en 2004[47],[48], impliquée dans un procès[49],[50],[51]. Arrêté en 2015, à la suite des propos de Trump sur les Mexicains[52],[53],[54].

- Donald Trump, The Fragrance, sorti en 2004[55],[56],[57].

- Tour de Trump, une course cycliste créée en 1989 et disparue en 1990[58]

- Trump Model Management

- Trump Mortgage

- Trump Network, une entreprise qui vend des vitamines

- Trump Shuttle, une compagnie aérienne

- Université Trump, renommée The Trump Entrepreneur Initiative en 2010